# Stanislas de Boufflers
Pour les articles homonymes, voir Boufflers.
Pour les autres membres de la famille, voir Famille de Boufflers.
Stanislas Jean de Boufflers, marquis de Remiencourt, plus souvent appelé le chevalier de Boufflers (31 mai 1738 à Lunéville en France - 18 janvier 1815 à Paris en France), est un maréchal de camp, administrateur colonial et poète lorrain puis français.

## Biographie
Stanislas de Boufflers est le fils de Louis François, marquis de Remiencourt, et de la marquise Marie-Françoise-Catherine de Beauvau-Craon. Il grandit à la cour de Lunéville où il a pour parrain le roi Stanislas, dont sa mère est la maîtresse en titre.
En 1760, destiné à l’Église, il passe deux ans au séminaire de Saint-Sulpice où il compose un conte légèrement licencieux, « Aline, reine de Golconde », qui connait un grand succès. Peu fait pour l’état ecclésiastique, il quitte le séminaire sans avoir prononcé de vœux et conserve un bénéfice de 40 000 livres dont le roi Stanislas l’avait pourvu.
En 1762, à vingt-quatre ans, il entre au service de l'armée. Il s’illustre sur les champs de bataille, par exemple pendant  la campagne de Hanovre où il prend part à la sanglante bataille d'Amenebourg. Il gravit tous les échelons, est nommé colonel de hussards en 1772 et devient maréchal de camp en 1784. Il obtient un régiment quelque temps plus tard.
Envoyé en ambassade à Remiremont pour féliciter la princesse Christine de Saxe, soeur de la Dauphine, sur sa nomination à cette abbaye, il se venge de son accueil désagréable par une chanson qui déplait à la « princesse boursouflée » (page 146 du volume Œuvres complètes de Boufflers, de l'Académie française - Tome premier). Cette chanson est imprimée et Boufflers reçoit les plaintes du comte de Lusace, frère de l'abbesse, qui lui fait encourir une complète disgrâce. Boufflers est finalement envoyé en qualité de gouverneur au Sénégal et de la colonie de Gorée en 1786.

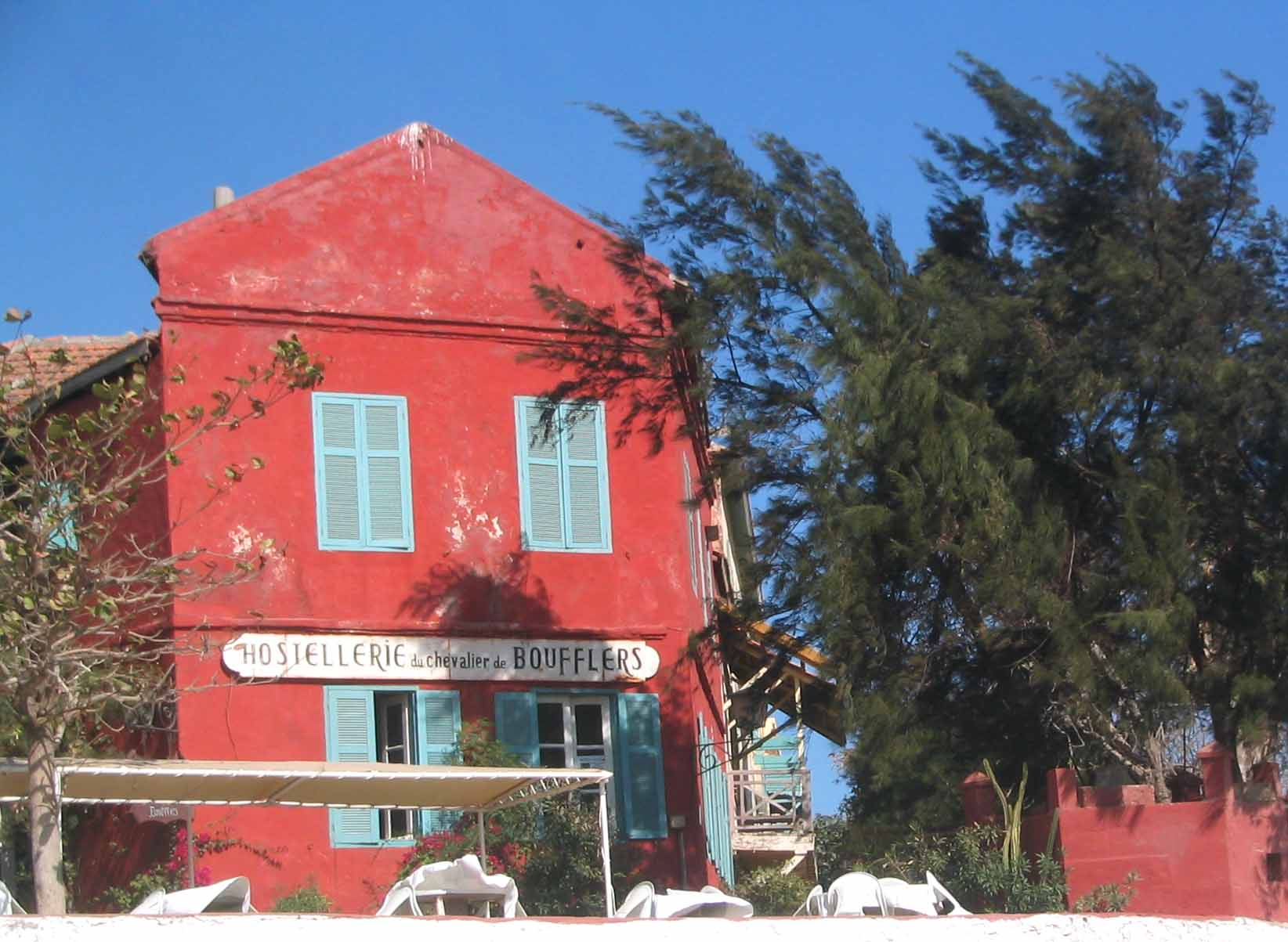
Hostellerie du Chevalier de Boufflers sur l’île de Gorée (Sénégal).

Il se montre un administrateur avisé et humain et il s’attache à mettre en valeur la colonie, tout en se livrant à la contrebande de gomme arabique et d’or avec les signares. Il se lie en particulier avec la célèbre Anne Pépin. Il soustrait plusieurs adolescents à l'esclavage (dont Jean Amilcar qu'il "offre" à la reine Marie-Antoinette) et les envoie France.
Durant cette période, il entretient une correspondance dense avec la comtesse de Sabran dont il est l'amant depuis 1781. Publiée dès 1875, puis en 2009-2010, cette correspondance nous renseigne en détail sur la vie dans la colonie, et notamment les conditions de détention des esclaves :

« Dans ce temps-ci, l'air du Sénégal est le pire de tous. Imagine que nous sentons de nos chambres, et surtout de la mienne, les exhalaisons des cadavres des captifs qui meurent par douzaines dans leurs cachots, et que les marchands, par économie, font jeter à l'eau pendant la nuit avec des boulets aux pieds. Ces boulets se détachent à l longue, et les corps flottent entre deux eaux et vont s(arrêter sur le rivage dans des endroits où l'on ne peut souvent pas arriver à pied ni en bateau , ils restent entre les mangliers et y pourrissent à leur aise... »

Après une première absence pendant laquelle François Blanchot de Verly assure l'intérim, il quitte définitivement le Sénégal le 29 décembre 1787, regretté par les habitants des comptoirs de Gorée et Saint-Louis. Ces épisodes de la vie du chevalier de Boufflers ont été portés à la scène, en 2010, par la Compagnie La Poursuite sous le titre Ourika de Gorée au Pays des Lumières.
À son retour en France, il rembourse ses dettes grâce au produit de son commerce de contrebande.
De retour d'Afrique et élu à l'Académie française en 1788, il commence son discours de réception en parlant de « ces hommes simples réduits aux seuls besoins physiques, bornés à des notions pour ainsi dire animales » qui au lieu de recevoir des Européens « les bienfaits que l'obscurité doit attendre de la lumière » avaient été victimes de leur cupidité barbare. Selon lui, « les vainqueurs de l'Océan » s'étaient révélés « comme des dieux malfaisants qui viennent exiger des victimes humaines ». Cette prise de position publique, mais aussi le recours à son vaste réseau de relations mondaines et le brio de sa conversation, seront à l'origine de la prise de conscience qui mobilise en 1788 Condorcet, Brissot, Lafayette et Sieyes et fait de Mme de Staël une militante qui exprimera, sa vie durant, son indignation contre l'esclavage et la traite des Noirs. Il compte parmi les membres fondateurs de la Société des Amis des Noirs.
Député de la noblesse aux États généraux de 1789, il est l'auteur de deux célèbres rapports relatifs aux deux premières lois françaises modernes de propriété intellectuelle.
Il émigre après le 10 août 1792 et trouve refuge en Prusse polonaise, à Breslau. Il régularise une liaison de plus de quinze ans en épousant, en 1797, Éléonore de Sabran. Le chevalier avait refusé d'épouser Mme de Sabran avant cette date en raison de leur écart de fortune, mais en 1797, ruinés tous les deux par la Révolution, il n'y a plus de raison de différer ce mariage.
Ils reviennent en France après le 18 brumaire (1800). Le chevalier de Boufflers se rallie à Bonaparte. Courtisan de la princesse Élisa Bonaparte, il chante également les louanges du roi Jérôme. Il se fait nommer bibliothécaire-adjoint de la Bibliothèque Mazarine et reprend son fauteuil à l’Académie française en 1803.
Il meurt en janvier 1815. Sa tombe se trouve au Père-Lachaise (division 11),à Paris.

## Œuvres

### Œuvres littéraires
Élégant, aimable, gai et spirituel, Boufflers savait, dans l’esprit du temps, tourner un madrigal ou une épigramme ou rimer une épître ou une chanson. Il a laissé de nombreuses pièces fugitives, ainsi que le récit d’un voyage en Suisse, écrit avec beaucoup d’agrément. Il a également composé des éloges académiques et un Traité sur le libre arbitre. C’est lui aussi qui serait l’auteur du fameux allographe connu sous le nom de la Vie d’Hélène.
« Il a beaucoup de demi-talents en tout genre, dit Jean-Jacques Rousseau ; il fait très bien de petits vers, écrit très bien de petites lettres, va jouaillant un peu du sistre, et barbouillant un peu de peinture au pastel. » Saint-Lambert, qui fut l’amant de sa mère, l’a jugé d’un trait : « Boufflers, c’est Voisenon le Grand. », tandis que Rivarol le résume en ces termes : « Abbé libertin, militaire philosophe, diplomate chansonnier, émigré patriote, républicain courtisan. ». Si Chamfort ne voyait en lui qu'un faiseur de meringues, Voltaire lui témoigna une véritable estime comme à un homme dans les compositions duquel il retrouvait beaucoup de sa philosophie frondeuse et cynique.
- Aline, reine de Golconde, conte en prose (1761), dont s'inspira Sedaine pour son opéra-ballet homonyme (1766)
- Lettres à ma mère, sur la Suisse (1770)
- Traité sur le libre arbitre (1808)

Ses œuvres complètes ont été publiées en 1803 (2 volumes in-8) et en 1823 (4 volumes in-18).

### Œuvres picturales
Le Chevalier de Boufflers a réalisé des croquis et dessins lors de son séjour au Sénégal en 1786 ; parmi les ébauches produites, l'une a fait l'objet d'une huile sur toile dénommée Ourika probablement réalisée par Madame Vigée le Brun, amie de son épouse la comtesse de Sabran. La peinture fut transmise aux enfants adoptifs du Chevalier, les Pontevès et en l'année 2006, elle faisait partie de la collection privée du Comte Jean de Sabran-Pontevès au château d'Ansouis, en Provence. Stanislas de Boufflers a réalisé lui-même des peintures et des gravures.

## Anecdote
Tirée de la notice des œuvres complètes de Boufflers M DCCC XXVII

« Peu d'hommes ont obtenu autant de galants succès que Boufflers. Peut-être nous a-t-il donné la véritable explication de ces triomphes continus quand il a dit: « En amour j'étais tout physique... C'est un point essentiel. »
Quoi qu'il en soit, il est certain qu'il ne trouva guère de cruelles. Des infidèles, c'est une toute [sic] autre chose; et, à cette occasion, je me rappelle une aventure qui longtemps occupa tout Paris et dans laquelle il joua un rôle assez nouveau.
"Un jour il s'était vengé par une épigramme sanglante de l'inconstance d'une belle marquise. Cette petite pièce parvint à sa destination après avoir passé par vingt cercles. La marquise lui écrivit sur le champ pour lui demander pardon de ses torts, le supplier de détruire toutes les traces de sa vengeance et l'engager à venir chez elle à une heure indiquée, pour sceller une réconciliation sincère. Le chevalier connaissait trop bien les femmes pour aller sans défiance au rendez-vous; il se munit de pistolets. A peine avait-on échangé les premières explications que quatre grand drôles arrivent, le saisissent, l'étendent sur le lit, le déshabillent, autant qu'il était nécessaire pour exécuter leur dessein, et lui administrent en cadence cinquante coups de verges chacun, sous le commandement de madame. La cérémonie terminée, le chevalier se relève froidement, se rajuste, et, s'adressant aux spadassins que la vue de ses armes fait trembler: " Vous n'avez pas fini votre besogne, leur dit-il; madame doit être satisfaite, mon tour est venu. Je vous brûle la cervelle à tous les quatre, si vous ne lui rendez à l'instant ce que je viens de recevoir....." Cet ordre était donné avec trop de fermeté et Boufflers l'accompagnait de manières trop engageantes pour qu'on tardât à lui obéir. Les pleurs de la belle dame n'empêchèrent pas que le satin de sa peau ne fût outragé sans pitié. Mais ce ne fut pas tout: Boufflers voulut que les exécuteurs de ces actes de vengeance se fissent subir mutuellement une semblable punition; puis, prêt à se retirer: " Adieu, madame, que rien ne vous empêche de publier cette plaisante aventure; je serai le premier à en régaler les oisifs... " On prétendit que la marquise courut après lui, se jeta à ses genoux, et le conjura tellement de lui garder le secret qu'il soupa chez elle le soir même pour démentir les indiscrétions. Bien plus, on ajouta que, malgré ces fustigations, la scène se termina beaucoup plus gaiement qu'elle n'avait commencé.
Le chevalier de Boufflers réside à de nombreuses occasions à Plombières-les-Bains (ville thermale des Vosges. Le musée de Plombières expose ses œuvres. Une rue de Plombières a pour nom "chevalier de Boufflers". »

### Œuvres
- Chevalier de Boufflers, Lettres d'Afrique à madame de Sabran, Actes Sud, « Babel - Les épistolaires », 1998.
- Journal inédit du second séjour au Sénégal : (3 décembre 1786-25 décembre 1787)  (préf. et publication par Paul Bonnefon), Paris, Éditions de la Revue politique et littéraire et de la Revue scientifique, 1906, 196 p. (Wikisource)
- Œuvres du chevalier de Boufflers, membre de l'Institut. Troisième édition complète, ornée de 16 gravures et du portrait de l'auteur. Tome troisième. Chez Lelong, libraire, Palais royal,  galeries de bois, n°233 - 1823

#### Romans historiques
- Jacqueline Sorel, Boufflers, un gentilhomme sous les tropiques, L'Harmattan, Paris, 2012, 192 p.  (ISBN 9782296963153)
- Marie Brantôme, Le Galant exil du marquis de Boufflers, 1986.

### Filmographie
- Les Caprices d'un fleuve, film de Bernard Giraudeau librement adapté de la correspondance du Chevalier de Boufflers

### Hommage
- Avenue de Boufflers (Nancy)